# Fuerte Jaigarh
El fuerte Jaigarh es una antigua instalación militar situada a 10 kilómetros de la ciudad de Jaipur (estado de Rayastán, India), cerca del pueblo de Amer, en un promontorio llamado Cheel ka Teela (Colina de las Águilas) de la cordillera Aravalli. El fuerte fue construido por Sawai Jai Singh II en 1726 para proteger el Fuerte Amer y su complejo palaciego.
El fuerte, robusto y similar en diseño estructural al Fuerte Amer (al cual está conectado a través de un pasaje subterráneo), también se conoce como Fuerte de la Victoria. Tiene una longitud de 3 kilómetros en dirección norte-sur y un ancho de 1 kilómetro. El fuerte cuenta con un cañón llamado "Jaivana", construido en 1720 y considerado en ese entonces como el cañón sobre ruedas más grande del mundo.